# Этническое национальное объединение
Этническое национальное объединение (ЭНО) — децентрализованная, автономная, политическая организация национал-социалистического типа. Изначально неформальное объединение, созданное на принципах анонимности, рядом бывших активистов Национал-социалистического общества, бывших участников отдельного отряда специального назначения «Азов», а также рядом участников других ультраправых группировок.
Имеет ряд региональных ячеек на территории России и Украины, в частности, в Москве, Иркутске, Ростове-на-Дону, Санкт-Петербурге и других. По утверждению правоохранительных органов Российской Федерации базируется в Киеве, где систематически координирует действия националистов, при осуществлении «акций прямого действия» в отношении лиц неславянской внешности и органов государственной власти. Пропагандистская работа ведется в мессенджере «Telegram», социальных сетях «ВКонтакте» и «Instagram».

## Состав
Основной состав организации состоит из автономных группировок неонацистов, выходцев из движения скинхедов и недовольной государственной политикой представителей молодежи. Точное количество членов организации различается от источника к источнику, это обусловлено тем фактом, что сама организация не собирает личные данные и не ведет учет количества своих участников.

## Деятельность
Основное политическое направление организации — пропаганда и агитация идеологии неонацизма и примордиализма. Для этого представители ЭНО используют различные социальные площадки, где с помощью отдельных исторических и политических статей, а также видео, фото или аудио материалов пытаются распространить свои идеи. Организация активно использует всевозможные способы распространения и поиска новых участников для идеологической «вербовки» в свои ряды (также ее представители занимаются поиском иностранных контактов с европейскими идентиаристами).

Помимо этого Этническое Национальное Объединение известно своей связью с рядом акций экстремисткой и террористической направлености, связь с которыми организация отвергает, но на заявление о задержании своего предполагаемо участника в Барнауле, организация заявила:

«Подобные методы борьбы мы полностью поддерживаем и продолжим делать все возможное чтобы продолжить их осуществление».
Свое начало организация берет с создания политического-новостного ресурса «БРЕЗГ» в 2018 году, где будущие участники организации распространяли свою идеологическую пропаганду.
18 ноября 2018 года, участники ЭНО провели акцию «Памяти Белого Движения» посвященную Александру Васильевичу Колчаку в Иркутске.
26 ноября 2018 года, представители организации, брали интервью у лидера бывшей группировки неонацистов Шульц-88 - Дмитрия Боброва, под названием неизвестного новостного ресурса «БРЕЗГ». После предполагаемой организации стрельбы на Лубянке , оперативники Центра «Э» и Службы по защите конституционного строя и борьбе с терроризмом УФСБ по Петербургу и Ленобласти нанесли визит 40-летнему петербуржцу Дмитрию Боброву, в прошлом известному как Шульц-88.
7 декабря 2018 года, было создано неформальное объединение «Этническое Национальное Объединение».
9 февраля 2019 года, организация активно предпринимает попытки создания автономной ячейки в Москве (о чем заявляет на своем официальном ресурсе).
18 марта 2019 года организация переводит манифест Тарранта на русский язык, в дальнейшем данный перевод манифеста массово распространяется по СНГ.
С 15 апреля 2019 года, ЭНО проводит ряд закрытых лекций экстремисткой направленности, в ходе которых обсуждаются методы борьбы с правоохранительными органами, также организация заявляет о проведении набора в свои ряды на территории РФ.
22 апреля 2019 года, Роскомнадзор блокирует доступ на официальный сайт организации, по решению Железнодорожнего районного суда г. Красноярска по номеру 2-3161/13.
В мае 2019 года ФСБ задерживает причастных к нападениям в Москве семерых националистов из организации «РПА», после этого, большинство оставшихся участников организации переходят в Этническое Национальное Объединение.
22 декабря 2019 года, происходит стрельба возле здания ФСБ в Москве, участников которой связывают с Этническим Национальным Объединением.
26 июня 2020 года, была предотвращена попытка поджога мечети в Одессе, СБУ заявит что к данному террористическому акту причастны участники Этнического Национального Объединения. Позднее, в том же месяце, в Одессе произойдут ряд поджогов шаурмичных магазинов «неизвестными неонацистами».
16 июля 2020 года, неизвестные поджигают автомобиль председателя областной организации партии Национальный корпус Дениса Янтаря. В это же время, на площадке Интернет ресурса ЭНО появляется иронический пост с «поздравлением Дениса». В самом Национальном Корпусе уверены, исполнителями являются политические оппоненты из числа тех, кто ранее «облил мочой» Евгения Строканя единомышленника фигуранта дела о нападении на журналистов «Шарий.нет» Виталия Регора. В свою очередь, представитель националистической организации С14, Евгений Карась обвиняет в данном происшествии активистов ЭНО.
26 октября 2020 года, ЭНО предпринимает попытку срыва одесских местных выборов, оставив муляж самодельного взрывного устройства в здании областной государственной администрации.
17 ноября 2020 года, СБУ предотвращает распространение экстремисткой литературы ЭНО.
2 апреля 2021 года, происходит задержание предположительного участника Этнического Национального Объединения, который готовил взрывчатые вещества для проведения акции устрашения мусульманского населения в Алтае.
В ходе своей деятельности, на ресурсах организации периодически появляются фото и видеоматериалы с акций «радикального» направления, на которых можно запечатлеть ряд правонарушений в отношении национальных меньшинств, представителей цыганской диаспоры, ЛГБТ-меньшинств и т.д. Также организация распространяет видеоматериалы с акциями поджога различных общественных зданий и сооружений, актах вандализма по отношению к памятникам жертв Холокоста.

## Преследование
Как писал Борис Вишневский на 2021 год ЭНО не преследовалось российскими правоохранительными органами, несмотря на активную пропаганду нацизма, убийства, поджоги и осквернение памятников.
Организация была названа экстремистской, поощряющей «террористические методы борьбы с самодержавием», рядом новостных ресурсов РФ и Украины. Также организация была названа экстремистской представителями Федеральной Службы Безопасности, и Службой Безопасности Украины. В нескольких документациях и материалах, Этническое Национальное Объединение связывают с созданием и координацией другой экстремисткой группировки — МКУ, которая предположительно имеет отношение к 11 убийствам лиц неславянской внешности на территории Московской и Ленинградской областей.

Сама организация полностью отвергает данные обвинения: 
«Мы — не террористы. Этническое Национальное Объединение никогда не будет терроризировать свой народ, убивать женщин, детей, стариков. Путинские силовики пытаются очернить наше движение, им необходим прецедент для репрессий.»
Правоохранительными органами Российской Федерации и Украины были задержаны возможные участники данного сообщества в ходе подготовки организации к взрыву мечети в Барнауле и неудавшийся попытке поджога мечети в Одессе (при этом само заявление о том что в Одессе были задержаны представители ЭНО, организацией отвергаются). Официально деятельность Этническоего Национального Объединения не запрещена, организация не числится в реестре как экстремистская или террористическая, но вместе с этим систематически проводятся попытки поимки её участников (в ходе привлечения к уголовной ответственности за пропаганду фашизма и экстремизма).
В перечень запрещенных организаций Минюста РФ ЭНО было включено в феврале 2024 года на основании решения Центрального районного суда Хабаровска от 16 октября 2023 года.